# 童唯佳
童唯佳（1984年3月14日—），汉族，中国演员、艺人，2007年获得湖南娱乐频道《星姐选举》选美大赛全国亚军而出道至今，现为天娱传媒旗下艺人。

## 主要经历
- 1984年，出生于浙江省杭州市一个普通工人家庭；
- 2002年，考入上海戏剧学院表演系本科班（2006年毕业）；
- 2007年，获得湖南娱乐频道《第8届星姐选举》选美大赛全国亚军而出道至今[1]；
- 2008年，签约天娱传媒成为旗下艺人[2]；
- 2009年至今，在许多影视作品中均有出色表演。

## 音乐作品

### 单曲
未收录在其专辑里的单曲
| 发行日期     | 歌曲名称 | 备注 |
| ------------ | -------- | ---- |
| 《天长地久》 |          |      |

## 影视作品

### 电视剧
| 上映时间 | 电视剧             | 扮演角色 | 导演   | 合作艺人               |
| -------- | ------------------ | -------- | ------ | ---------------------- |
| 2002年   | 《都市男女》       | 莫贝贝   | 尚敬   | 喻恩泰、姚晨、沙溢     |
| 2003年   | 《刁蛮公主逍遥王》 | 春风     | 温成林 | 天心、邵峰、午马       |
| 2004年   | 《麻辣女友》       | 赵娴雅   | 孙小光 | 萧淑慎、潘粤明、王建隆 |
| 2005年   | 《保姆》           | 陶燕子   | 刘新   | 陶虹、奚美娟、王志飞   |
| 2006年   | 《皇后驾到》       | 夏荷     | 赖水清 | 孙海英、吕丽萍、叶青青 |
| 2006年   | 《快乐星球2》      | 李老师   | 张惠民 | 郑晓宁、王黎雯、王志飞 |
| 2006年   | 《猜心妙手》       | 朱珠     | 吴兵   | 吴宗宪、陈小春、范文芳 |
| 2006年   | 《换子成龙》       | 客串     | 何丽萍 | 杜淳、马雅舒、刘恺威   |
| 2007年   | 《精武飞鸿》       | 春风     | 李惠民 | 何润东、郭品超、郝蕾   |
| 2007年   | 《楚留香传奇》     | 客串     | 林峰   | 朱孝天、孙菲菲、胡静   |
| 2008年   | 《司徒公办案》     | 念念     | 王葆青 | 童彤、鲍莉、李珠       |
| 2009年   | 《案件聚焦十四楼》 | 熊金金   | 夏琦   | 李乃文、唐苑、钱明华   |
| 2010年   | 《保姆与保安》     | 木瑛     | 柳国庆 | 杜淳、姚芊羽、陶虹     |
| 2011年   | 《我的美丽人生》   | 刘燕儿   | 汪俊   | 马苏、黄海波、汪俊     |
| 2012年   | 《最后征战》       | 巧云     | 虎子   | 孙逊、甘露、曾黎       |
| 2013年   | 《我的娘家我的婆》 | 天梅     | 习辛   | 戴娇倩、路宏、岳跃利   |

### 电影
| 上映时间 | 电影           | 扮演角色 | 导演   | 合作艺人               |
| -------- | -------------- | -------- | ------ | ---------------------- |
| 2004     | 《大佬爱美丽》 | 文睿     | 冯德伦 | 吴彦祖、莫文蔚、谢霆锋 |
| 2008     | 《乐火男孩》   | 文睿     | 林华全 | 张杰、俞灏明、唐笑     |

### 话剧
- 《家庭大事》
- 《家》
- 《生活秀》
- 《霸王别姬》
- 《桑树坪纪事》
- 《别墅出租》
- 《留守女士》